# Patrulla de castidad
Una patrulla de castidad (en hebreo: משמרת צניעות) es un tipo de banda criminal que combate mediante la violencia y la intimidación lo que considera violaciones de la Tzniut. Estos grupos operan en varias comunidades predominantemente haredíes de Israel.
Algunos de estos miembros han sido arrestados por la Policía de Israel y al menos uno ha sido sentenciado a prisión por asalto. El público haredí ha tenido para con estos grupos muestras tanto de apoyo como de oposición. De acuerdo a las publicaciones del Haaretz, algunos de los incidentes violentos atribuidos a patrullas de modestia, tienen relación con el Committee for Preserving Our Camp's Purity, organización haredí de Jerusalén comandada por el rabino Yitzhak Meir Shpernovitz. Shpernovitz ha declarado que las patrullas de modestia son un mito periodístico y no existen.

## Incidentes atribuidos a las patrullas de modestia
- En junio de 2008, una patrulla en Beitar Illit fue la sospechosa de verter ácido sobre una chica adolescente por llevar pantalones.[7][8]
- En agosto de ese mismo año, la Oficina del Fiscal del Estado de Israel, encausó a varios hombres alegando su pertenencia a una patrulla por golpear a una mujer y amenazarla de muerte por haberla visto en varias relaciones con hombres. El cargo contra el grupo fue conspiración para cometer un crimen con el agravante de asalto y extorsión. Ese mismo mes, un hombre que dijo pertenecer a una patrulla fue enjuiciado por haber prendido fuego a una tienda que vendía reproductores mp4.[9]